# Leptocera koningsbergeri
Leptocera koningsbergeri är en tvåvingeart som först beskrevs av Oswald Duda 1925.  Leptocera koningsbergeri ingår i släktet Leptocera och familjen hoppflugor. Inga underarter finns listade i Catalogue of Life.